# Pranlas
Pranles és un municipi francès situat al departament de l'Ardecha i a la regió d'Alvèrnia-Roine-Alps. L'any 2007 tenia 444 habitants.

## Demografia

### Població
El 2007 la població de fet de Pranles era de 444 persones. Hi havia 167 famílies de les quals 40 eren unipersonals (32 homes vivint sols i 8 dones vivint soles), 44 parelles sense fills, 71 parelles amb fills i 12 famílies monoparentals amb fills.
La població ha evolucionat segons el següent gràfic:
Habitants censats

### Habitatges
El 2007 hi havia 328 habitatges, 174 eren l'habitatge principal de la família, 118 eren segones residències i 36 estaven desocupats. Tots els 328 habitatges eren cases. Dels 174 habitatges principals, 148 estaven ocupats pels seus propietaris, 24 estaven llogats i ocupats pels llogaters i 3 estaven cedits a títol gratuït; 1 tenia una cambra, 11 en tenien dues, 26 en tenien tres, 52 en tenien quatre i 84 en tenien cinc o més. 166 habitatges disposaven pel capbaix d'una plaça de pàrquing. A 60 habitatges hi havia un automòbil i a 104 n'hi havia dos o més.

### Piràmide de població
La piràmide de població per edats i sexe el 2009 era:
| Homes | Edats   | Dones |
| ----- | ------- | ----- |
| 0     | 95 o +  | 0     |
| 0     | 90 a 94 | 0     |
| 0     | 85 a 89 | 0     |
| 0     | 80 a 84 | 0     |
| 20    | 75 a 79 | 12    |
| 12    | 70 a 74 | 8     |
| 12    | 65 a 69 | 8     |
| 4     | 60 a 64 | 8     |
| 8     | 55 a 59 | 8     |
| 24    | 50 a 54 | 12    |
| 20    | 45 a 49 | 16    |
| 4     | 40 a 44 | 12    |
| 24    | 35 a 39 | 8     |
| 24    | 30 a 34 | 20    |
| 12    | 25 a 29 | 20    |
| 20    | 20 a 24 | 8     |
| 4     | 15 a 19 | 8     |
| 20    | 10 a 14 | 16    |
| 8     | 5 a 9   | 0     |
| 16    | 0 a 4   | 12    |

## Economia
El 2007 la població en edat de treballar era de 296 persones, 196 eren actives i 100 eren inactives. De les 196 persones actives 182 estaven ocupades (102 homes i 80 dones) i 14 estaven aturades (10 homes i 4 dones). De les 100 persones inactives 36 estaven jubilades, 37 estaven estudiant i 27 estaven classificades com a «altres inactius».

### Ingressos
El 2009 a Pranles hi havia 184 unitats fiscals que integraven 463 persones, la mediana anual d'ingressos fiscals per persona era de 14.996 €.

### Activitats econòmiques
Dels 17 establiments que hi havia el 2007, 2 eren d'empreses de fabricació d'altres productes industrials, 5 d'empreses de construcció, 2 d'empreses de comerç i reparació d'automòbils, 1 d'una empresa d'hostatgeria i restauració, 1 d'una empresa financera, 1 d'una empresa immobiliària, 1 d'una empresa de serveis, 1 d'una entitat de l'administració pública i 3 d'empreses classificades com a «altres activitats de serveis».
Dels 7 establiments de servei als particulars que hi havia el 2009, 1 era un taller de reparació d'automòbils i de material agrícola, 1 paleta, 1 lampisteria, 1 electricista, 1 perruqueria, 1 restaurant i 1 agència immobiliària.
L'any 2000 a Pranles hi havia 30 explotacions agrícoles que ocupaven un total de 840 hectàrees.

## Equipaments sanitaris i escolars
El 2009 hi havia una escola elemental.

## Poblacions més properes
El següent diagrama mostra les poblacions més properes.